# كثافة سكانية

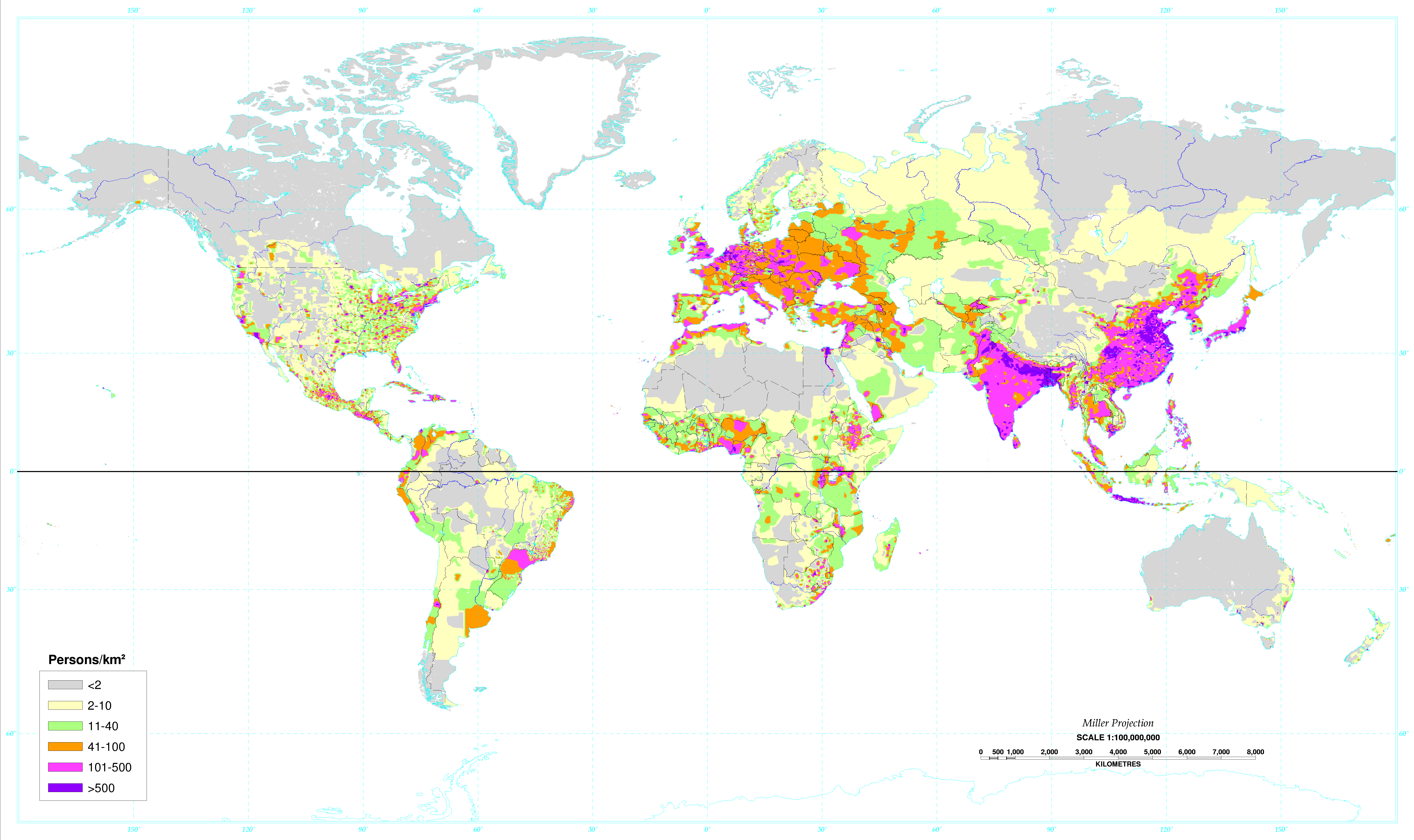
كثافة السكان (الأشخاص لكل كم^{2}) خريطة العالم عام 1994. باعتبار خط الاستواء منصف يمكن ملاحظة أن الغالبية العظمى من سكان الكوكب يعيشون في النصف الشمالي للأرض.

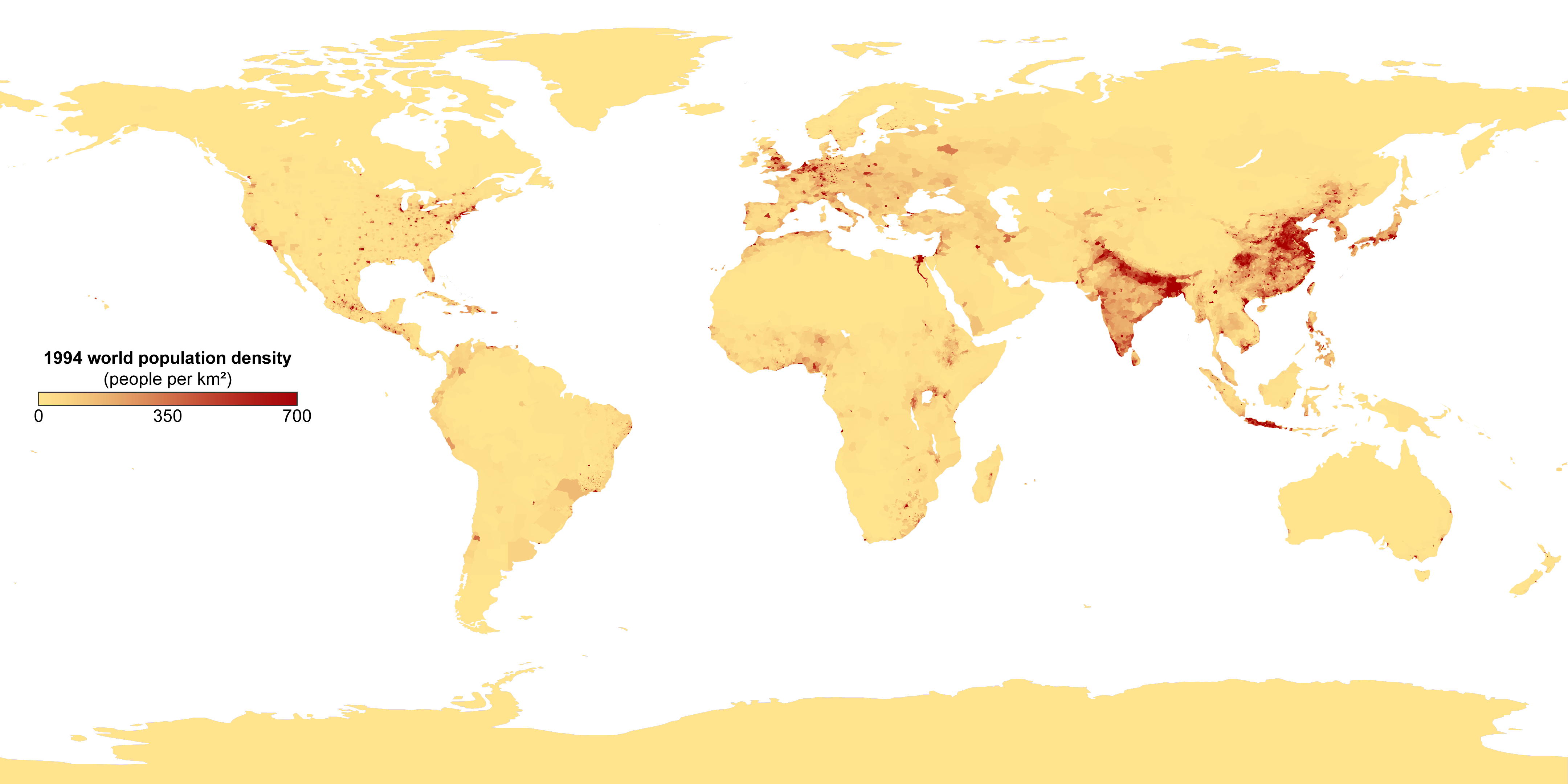
الكثافة السكانية (الأشخاص لكل كم^{2}) خريطة العالم عام 1994

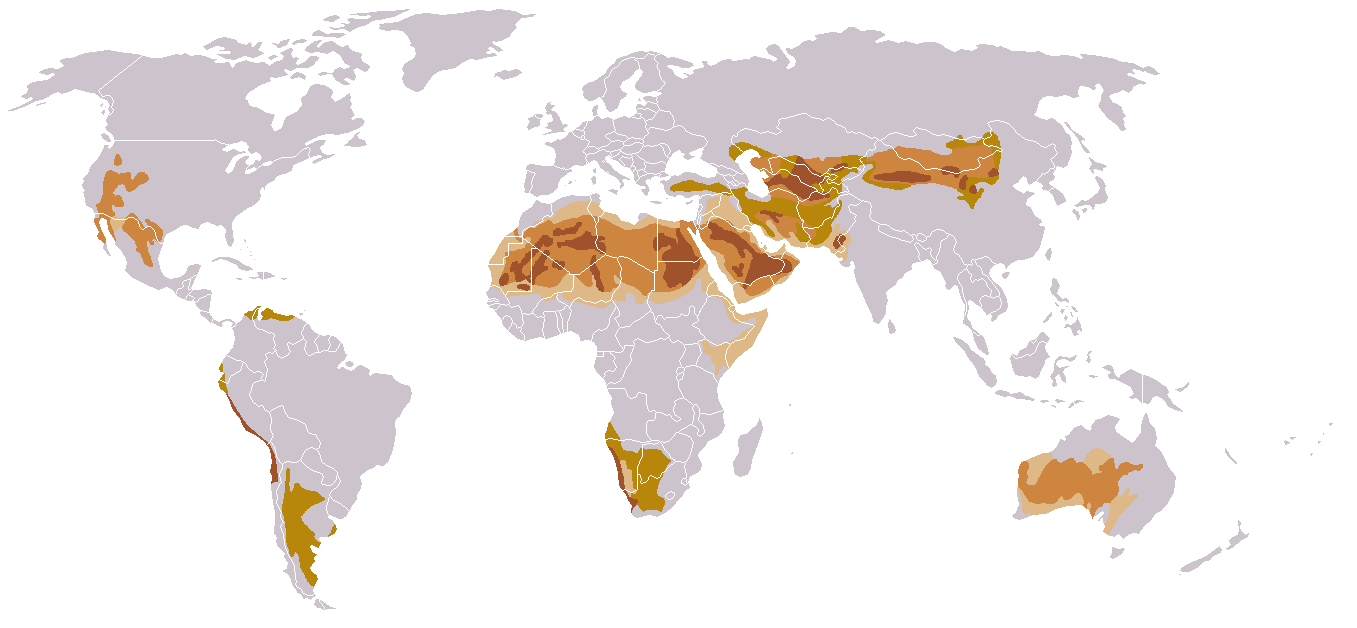
توزع الصحاري حول العالم، بالمقارنة مع خرائط التوزع السكاني في الأعلى. انظر أيضاً إلى هذه الصورة للمواقع ذات الكثافات السكانية المرتفعة (المدن) في مختلف المناطق الغطاء النباتي.

الكثافة السكانية هي مقياس يستخدم لقياس معدل تواجد السكان في منطقة ما، ففي حالة الدول تعبر الكثافة السكانية نسبة للمساحة التي تحتلها، وتستخدم أيضًا للمدن وأي مكان مأهول بالسكان بالعلاقة التالية:
الكثافة السكانية = عدد السكان في منطقة ما / المساحة الكلية لتلك المنطقة، أي تساوي حاصل قسمة عدد السكان في منطقة ما على المساحة الكلية لتلك المنطقة.

## الكثافة السكانية البشرية
عدد سكان العالم هو 8 مليار نسمة، ومساحة الأرض الكلية (بما في ذلك الأرض والمياه) هي 510 ملايين كيلو متر مربع (197 مليون ميل مربع)، وعلى ذلك فإن الكثافة السكانية البشرية في جميع أنحاء العالم هي 8.05 مليار ÷ 510 مليون = 15.784 شخص لكل كيلومتر مربع (38 شخص لكل ميل مربع). أما إذا كنا نريد حساب الكثافة السكانية تبعاً لمساحة الأرض فقط فهي كالتالي: مساحة اليابسة 150 مليون كيلومتر مربع (58 مليون متر مربع ميل) وعليه فإن الكثافة السكانية للبشر سترتفع إلى 50 شخص لكل كيلومتر مربع (129 شخص للميل المربع الواحد)، هذا الحساب يشمل جميع مساحات القارات والجزر بما في ذلك القارة القطبية الجنوبية، أما إذا تم استبعادها القارة القطبية الجنوبية، فإن الكثافة السكانية سترتفع إلى 55 شخص لكل كيلومتر مربع (ما يزيد عن 142 شخص للميل المربع الواحد)، وبالنظر إلى أن أكثر من نصف مساحة الأرض تتألف من مناطق وعرة يصعب عليها الاستيطان البشري كالصحاري والجبال العالية وأغلب التجمعات البشرية تميل إلى التجمع حول الموانئ البحرية ومصادر المياه العذبة، فإن هذا التعدد في حد ذاته لا يعطي أي قياس ذو مغزى للكثافة السكانية.
وتحسب المساحة بأي من الوحدات المساحية مثل الكيلومتر المربع أو الميل المربع أو الفدان أو الهكتار أو الدونم وهكذا. يتوزع سكان العالم على سطح الأرض بشكل غير متساوٍ فبينما يوجد مناطق يزدحم بها السكان، يوجد أيضاً مناطق أخرى يقل بها عدد السكان.

### الكثافة حسب الحدود السياسية
| المرتبة | البلد/المنطقة  | السكان      | المساحة (كم2) | الكثافة (شخص لكل كم2) |
| ------- | -------------- | ----------- | ------------- | --------------------- |
| 1       | سنغافورة       | 5,535,000   | 719           | 7698                  |
| 2       | هونغ كونغ      | 7,234,800   | 1,104         | 6553                  |
| 3       | قطاع غزة       | 1,816,379   | 360           | 5045                  |
| 4       | البحرين        | 1,404,900   | 750           | 1873                  |
| 5       | بنغلاديش       | 161,609,000 | 147,570       | 1095                  |
| 6       | تايوان         | 23,361,147  | 36,190        | 646                   |
| 7       | موريشيوس       | 1,288,000   | 2,040         | 631                   |
| 8       | لبنان          | 6,237,738   | 10,452        | 597                   |
| 9       | كوريا الجنوبية | 51,529,338  | 99,720        | 517                   |
| 10      | رواندا         | 11,262,564  | 26,338        | 428                   |

| المرتبة | البلد/المنطقة | السكان        | المساحة (كم2) | الكثافة <br |
| ------- | ------------- | ------------- | ------------- | ----------- |
| 4       | رواندا        | 11,262,564    | 26,338        | 428         |
| 5       | هولندا        | 17,071,100    | 41,526        | 411         |
| 6       | الهند         | 1,328,054,252 | 3,287,263     | 404         |
| 7       | هايتي         | 10,413,211    | 27,750        | 375         |
| 8       | بلجيكا        | 11,239,755    | 30,528        | 368         |
| 9       | بوروندي       | 10,114,505    | 27,834        | 363         |
| 10      | الفلبين       | 102,078,300   | 300,076       | 340         |
| 11      | تونس          | 12,260,00     | 163,610       | 74          |

## العوامل المؤثرة في الكثافة السكانية

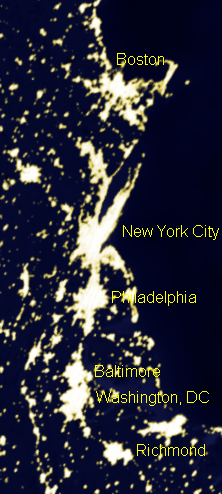
صورة بالأقمار الصناعية ليلاً لمنطقة ما يُعرف بـ"الميغالوبوليس الشمالي الشرقي" من الساحل الشرقي للولايات المتحدة، تظهر مدى التجمع والكثافة السكانية العالية في التجمعات الحضرية من مدن وبلدات وضواحي مضائةً. يعيش في هذه المنطقة وحدها أكثر من خمسين مليون نسمة.

- الماء: يعد وجود الماء ضرورة حيوية للإنسان فاذا ما توفر استطاع ان يقيم حياة مزدهرة، وان قل انتشاره يبحث عنه إلى ان يجده فيتكاثر حوله، هذا علاوة على ان المجاري المائية وسيلة مهمة من وسائل الربط والاتصال بين المجموعات البشرية
- التربة والتكوين الجيولوجي: فهي تلعب في الإقليم دوراً في كثافة السكان وتوزيعهم ففي الاقاليم التي تتوفر فيها التربات البركانية الخصبة مثل "جاوة (جزيرة) واليابان وصقلية" يزدحم فيها اعداد السكان رغم وجود البراكين الخطرة

وايضاً هناك التربات الفيضية وتربات اللويس التي يزدحم فوقها السكان ما دامت المياه متوفرة، بينما تقل كثافة السكان في مناطق الصخور الجيرية التي تتسرب فيها المياه وتقل ايضاً في التربات الصحراوية
- المواصلات: كان من نتائج تقدم وسائل المواصلات ان أصبح الاتصال بين الجماعات البشرية أكثر سهولة مما سهل من انتشار السكان فوق مساحات أكبر من الكرة الارضية عندما استطاعت وسائل المواصلات الوصول اليها وتعمريها، فالنقل البحري ساعد على اكتشاف مناطق جديدة فهو وسيلة نقل رخيصة خصوصا للمسافات الطويلة ونمو وتقدم وسائل المواصلات البرية ساعد على ميلاد حضارة حديثة

وهكذا فأن انتشار السكان ارتبط بطرق النقل
- طبيعةُ المَناخ: تختلفُ طبيعةُ المناخِ باختلاف المواقع الجغرافيّة للمُستوطنات الإنسانيّة، وهذا بدوره يُساعد على تغيير نِسَبِ الكثافات السّكانية بين مناطقِ الأرضِ المختلفة، فالنّاس بشكلٍ عام يُفضّلون السّكنَ في المناطقِ التي تمتاز بمناخاتِها المُعتدلة
- الحروب والنّزاعات السّياسيّة:[1] تُعدّ الأحداثُ السّياسيّة بشكلٍ عامٍ من العواملِ البشريّة الرّئيسيّة التي تُؤثّر على التّواجد السّكاني في منطقةٍ مُعيّنة؛ فالمناطقُ التي تَنشب فيها الأحداث السّياسيّة وتُسبّب اقتتالاً يهاجرُ سُكّانها إلى الدّول الأخرى طلباً للأمنِ لهم ولأُسَرهم، ومن هنا نرى أنَّ توزيع السّكان قد يَبقى مُختلفاً حتى بعدَ انتهاءِ الأَزمات

## أنواع الكثافة السكانية
الكثافة الحسابية هي الطريقة الأكثر شيوعا لقياس الكثافة السكانية في العالم، الا انه قد تم وضع عدة طرق أخرى تهدف إلى توفير قدر أكبر لاعتبارات الدقة في الكثافة السكانية في منطقة معينة:
1. الكثافة الحسابية= عدد السكان / مساحة الأرض.
2. الكثافة الاقتصادية = عدد السكان / مجموع الدخل.
3. الكثافة الفيزيولوجية = عدد السكان / مساحة الأراضي الزراعية.
4. الكثافة الفلسفية= عدد السكان / مساحة الأراضي الصالحة للزراعة.
5. الكثافة الزراعية= عدد سكان الريف / مساحة الأراضي الزراعية.
6. الكثافة السكنية = عدد السكان الذين يعيشون في منطقة حضرية / مساحة الأراضي السكنية.
7. الكثافة الحضرية = عدد السكان الذين يسكنون في منطقة حضرية / مساحة الأراضي في المناطق الحضرية.
8. درجة التزاحم= عدد السكان / عدد الغرف السكنية في الدولة.